# Moc zwarciowa
Moc zwarciowa – fikcyjna wielkość informująca o wielkości początkowego prądu zwarciowego. Zdefiniowana jest jako iloczyn początkowego prądu zwarciowego i napięcia znamionowego według następującej zależności:
{\displaystyle S_{K}^{''}={\sqrt {3}}U_{n}I_{K}^{''},}
gdzie:
{\displaystyle I_{K}^{''}} – początkowy prąd zwarciowy,
{\displaystyle U_{n}} – napięcie znamionowe międzyprzewodowe.
Fikcyjność tak określonej wielkości wynika z faktu, że wielkości znamionowego napięcia międzyprzewodowego oraz początkowego prądu zwarciowego nie występują nigdy jednocześnie. W trakcie zwarcia, gdy pojawia się prąd zwarciowy, napięcie zwarciowe jest zwykle dużo mniejsze od znamionowego, a w samym miejscu zwarcia bezpośredniego (metalicznego) napięcie to jest równe zero.
Znając moc zwarciową w określonym miejscu w sieci, można – zgodnie z twierdzeniem Thevenina – cały poprzedzający układ zasilania zastąpić jedną siłą elektromotoryczną i jedną szeregową impedancją zwarciową (systemu):
{\displaystyle Z_{KQ}^{''}={\frac {c_{max}U_{n}^{2}}{S_{K}^{''}}}.}

## Moc zwarciowa cząstkowa
Moc zwarciowa cząstkowa danego elementu (np. odcinek linii lub transformatora) nazywamy taką moc zwarciową, jaka występuje w przypadku, gdy zewrze się zaciski wyjściowe tego elementu, a do zacisków wejściowych przyłoży napięcie trójfazowe symetryczne, równe znamionowemu napięciu tego elementu.
Moc zwarciowa cząstkowa odcinka linii wyraża się wzorem:
{\displaystyle S_{KL}^{''}={\frac {U_{n}^{2}}{X_{L(1)}}}.}
Moc zwarciowa cząstkowa transformatora wyraża się wzorem:
{\displaystyle S_{KT}^{''}={\frac {S_{rT}}{u_{KT}}},}
gdzie:
{\displaystyle U_{n}} – znamionowe napięcie sieci w danym punkcie systemu,
{\displaystyle X_{L(1)}} – reaktancja odcinka linii dla składowych zgodnych,
{\displaystyle S_{rT}} – moc znamionowa transformatora,
{\displaystyle u_{KT}} – względne napięcie zwarcia transformatora.
W przypadku szeregowego połączenia elementów systemu elektroenergetycznego odwrotność wypadkowej mocy zwarciowej jest równa sumie odwrotności mocy cząstkowych elementów, natomiast w przypadku równoległego połączenia elementów moc zwarciowa wypadkowa jest równa sumie ich mocy zwarciowych cząstkowych.